# Лизанець Петро Миколайович
Петро́ Микола́йович Ли́занець (* 2 липня 1930, село Ізвор, нині Родниківка Свалявського району Закарпатської області) — український мовознавець. Доктор філологічних наук (1971). Професор (1972). Заслужений діяч науки і техніки України (1995).
Завідувач кафедри угорської філології Ужгородського державного університету. Лектор університетів Естонії, Угорщини, РФ. Упорядник першої збірки угорських народних балад та першої антології угорської літератури Закарпаття. Дослідник українсько-угорських міжмовних контактів та угорської діалектології.

## Біографія
Петро Миколайович Лизанець народився 2 липня 1930 року в селі Ізвор (нині село Родниківка Свалявського району Закарпатської області) в сім'ї лісоруба.
1936 року вступив у перший клас Ізворської початкової школи. У грудні 1936 року батьки з п'ятьома дітьми пересилилися у присілок Шом-Колонія (нині Берегівського району). Тут Петро закінчив початкову школу. У 1941–1944 роках навчався в Мукачівській горожанській школі. У жовтні 1944 року Петра перевели в другий клас гімназії міста Берегове, яку він закінчив 1948 року. Цього ж року Петро Лизанець вступив на українське відділення філологічного факультету Ужгородського державного університету. 1953 року з відзнакою закінчив університет.
У 1953–1956 роках Лизанець — аспірант кафедри української мови, викладач, старший викладач, доцент Ужгородського університету. 1966 року його обрали завідувачем кафедри угорської філології, де Лизанець працює й сьогодні.
Кандидатську дисертацію «Українські говірки Затисся Виноградівського району Закарпатської області» захистив 1959 року на спеціалізованій Вченій раді Львівського університету. Тут же 1971 року захистив докторську дисертацію «Угорські запозичення в українських говорах Закарпаття. Угорсько-українські міжмовні контакти», яка упродовж 1970–1976 року вийшла друком у трьох томах обсягом 120 друкованих аркушів і здобула високу оцінку як у Радянському Союзі, так і за кордонами (Канада, Німеччина, Польща, Словаччина, Угорщина, Югославія).
Упродовж 1992–2003 років опублікував «Атлас угорських говорів Закарпаття» у трьох томах загальним обсягом 350 друкованих аркушів.
У 2012 році Тридцатитомне видання наукових праць
доктора філологічних наук, професора Ужгородського національного університету, завідувача кафедри Петра Лизанця
У січні 1988 року Лизанець очолив новостворений Центр гунгарології при Ужгородському університеті, де працює і тепер. У 1977–1984 роках був деканом філологічного факультету Ужгородського університету.

## Наукова діяльність
Основні наукові інтереси: українсько-угорські міжмовні (міждіалектні) контакти, українська та угорська діалектологія, лексикографія, фразеологія та лінгвогеографія.
Опубліковано 343 наукові праці, серед них 19 монографій, 25 підручників, навчальних посібників та інших окремих видань.
Лизанець співавтор і упорядник першої збірки угорських народних балад Закарпаття, збірки угорських казок Закарпаття «Три золоті стріли», першої антології угорської літератури Закарпаття.
Читав лекції в університетах та наукових установах Австрії, Бельгії, Естонії, Німеччини, РФ, Словаччини й Угорщини, брав активну участь у наукових конгресах, конференціях, симпозіумах.

## Визнання
1976 — обрано почесним членом Угорського мовознавчого товариства.
1986 — за значні досягнення у дослідженні угорської діалектології нагороджено медаллю Чюрі Балінта.